# Anton Ferrer i Miralles
Anton Ferrer Miralles (Santa Coloma de Queralt, 28 de juliol de 1844 – Barcelona, 1895) va ser un organista i sacerdot català.
El novembre de 1865 va ingressar a la parròquia de Santa Eulàlia de Berga, on exerceix les funcions de xantre i organista fins a 1872. Durant aquest període, es desplaça temporalment a Roma per ser ordenat sacerdot (hivern de 1870). A mitjans de 1872 abandona la parròquia berguedana.
Segons l'historiador Antonio Elías de Molins, va estudiar composició i harmonia amb el compositor Anselm Barba. El 1885 consta com a professor de cant pla al Seminari de Barcelona, que possiblement l'empeny a publicar l'obra Estudios históricos sobre el canto llano y reglamentación teórico-práctica del mismo, para aprender con facilidad.. El mateix any, en qualitat de prevere beneficiat i director de cor de la parròquia de Santa Anna de Barcelona, edita el Cantorale ad usum omnium ecclesiarum in praecipus festivitatibu [Cantoral per a l'ús de totes les esglésies en les festes majors].
En l'entrada de la Gran Enciclopèdia Catalana dedicada a Anton Ferrer i Miralles, se situa la seva mort a Barcelona el 1895.